# Axioma de Pasch
En geometría, el axioma de Pasch es un resultado de la geometría plana usada por Euclides, aunque no puede derivarse de sus postulados. Su papel axiomático fue descubierto por Moritz Pasch.
El axioma enuncia que, en el plano: 
Una línea que se interseca con una arista de un triángulo y evita los tres vértices debe intersecarse con una de las otras dos aristas.
Pasch publicó este axioma en 1882 y mostró que los axiomas de Euclides eran incompletos.
En otros tratamientos de la geometría elemental, el axioma de Pasch es un teorema que se demuestra como consecuencia del postulado de separación del plano.
El axioma de Pasch es distinto del teorema de Pasch.